# Anáhuacuniversiteit Mexico
De Anáhuacuniversiteit (Spaans: Universidad Anáhuac, UA) is een katholieke universiteit, of eigenlijk een groep universiteiten, in Mexico.
De hoofdvestiging van de universiteit in Mexico-Stad, maar de universiteit heeft ook vestigingen in andere steden in Mexico, de Verenigde Staten, Chili, Spanje en Italië. De universiteit werd in 1964 opgericht door de priester Marcial Maciel.